# Gamla stan (film)
Gamla stan är en svensk kortfilm från 1931 i regi av Stig Almqvist, Erik Asklund, Eyvind Johnson och Artur Lundkvist. Filmen består av en inledande dikt läst av Erik Asklund samt en serie bilder från Gamla stan i Stockholm som berättar en historia om en ung kvinna och en arbetslös man.

## Tillkomst
I sin självbiografi Självporträtt av en drömmare med öppna ögon berättar Artur Lundkvist om filmens tillkomst. Lundkvists och några andra författares stora filmintresse gjorde att han, Asklund, Johnson och filmkritikern Almqvist gick till Svensk Filmindustri och frågade om de fick göra en kortare film. Idén gillades och filmfotograf och utrustning ställdes till deras förfogande. Johnson skrev scenariot; Asklund och Lundkvist ägnade sig mest åt rekognoscering av miljöer och skrev den inledande dikten tillsammans, medan Almqvist var "personinstruktör". Som skådespelare anlitades en ung arbetslös sömmerska, Inga Lena Larsson, och en arbetslös sjöman. Deras oerfarenhet och nervositet som skådespelare gjorde dock att i stort sett hela filmens tänkta kärlekshistoria blev oanvändbar och fick klippas bort.

## Mottagande
Filmen  visades som förfilm till Carl Dreyers film En kvinnas martyrium på Biografen Sture i Stockholm. Den fick ett blandat mottagande men sågs av många som ett intressant misslyckande. I Stockholms-Tidningen omtalades den som en modernistisk film "i stil med de avantgardestudier vi sett från Frankrike och Tyskland".